# 제 환공 (전제)
전제 환공(田齊 桓公, ? ~ 기원전 357년)은 중국 전국 시대 제나라의 제35대 후작이다. 시호는 환(桓), 휘는 오(午)다.

## 사적
태공의 아들이며, 제후 섬의 동생이다. 기원전 375년, 형인 후섬과 그 아들인 유자희(孺子喜)를 죽이고 군위에 올랐다. 전제를 흥성시키는데 기여했으며, 기원전 357년에 죽었다. 아들인 인제(因齊)가 뒤를 이었다.

### 진월인
편작이라고 불렸던 진월인이 제나라에 찾아왔을 때 진월인이 제 환공을 보고 병이 피부에 있다고 했다.그 다음날은 위장 또 다음날은 그냥 가버렸다.그래서 제 환공이 그에게 왜 가느냐고 묻자, 이미 병이 골수에 묻혀 치료할 수 없다고 했다. 그리고 며칠 후 제 환공은 죽었다.
| 전 임 섬 | 제35대 제나라 후작 기원전 374년 ~ 기원전 357년 | 후 임 위왕 인제 |